# Silvio Mazzoli
Silvio Mazzoli (Monfalcone, 9 novembre 1912 – Gorizia, 9 agosto 1984) è stato un calciatore italiano, di ruolo attaccante.

## Carriera
Cresce calcisticamente nella sua città natale, Monfalcone, esordendo in Serie B giovanissimo e totalizzando 4 presenze prima del ritiro del club dal campionato di Serie B 1932-1933. In seguito passa al Piacenza, in Prima Divisione, dovendo svolgere il servizio militare nella città emiliana; poco utilizzato (2 presenze), a fine stagione lascia l'Emilia e torna al Monfalcone, nel frattempo sceso anch'esso in Prima Divisione.
Nel 1935 torna tra i cadetti con il Taranto, dove gioca 15 partite realizzando una rete; in quella stagione subentra anche all'infortunato portiere Sellan, subendo un gol contro il Verona. Lascia la Puglia a fine stagione, subito dopo la retrocessione e milita per una stagione nel Potenza e per due nella Ponziana di Trieste. Nel 1939 si accasa al Siracusa, dove rimane per quattro stagioni di Serie C realizzando 58 reti. Inoltre è il calciatore che ha realizzato più gol in maglia azzurra nel derby contro il Catania, totalizzando 6 reti.

## Palmarès

### Club

#### Competizioni nazionali
- Serie C: 1

Siracusa: 1940-1941 (girone H)